# بوب بيردن
بوب بيردن (بالإنجليزية: Bob Burden)‏ هو فنان قصص مصورة وكاتب أمريكي، ولد في 1952 في بوفالو في الولايات المتحدة.

## وصلات خارجية
- بوب بيردن على موقع IMDb (الإنجليزية)
- بوب بيردن على موقع قاعدة بيانات الفيلم (الإنجليزية)

- الموقع الرسمي